# Arytrura limbalis
Arytrura limbalis är en fjärilsart som beskrevs av Swinhoe 1917. Arytrura limbalis ingår i släktet Arytrura och familjen nattflyn. Inga underarter finns listade i Catalogue of Life.